# Graphe cuboctaédrique adouci
Le graphe cuboctaédrique adouci est, en théorie des graphes, un graphe 5-régulier possédant 24 sommets et 60 arêtes.

## Construction
Il existe treize graphes correspondant aux squelettes des treize solides d'Archimède. Le graphe graphe cuboctaédrique adouci est celui associé au cube adouci, un solide à 38 faces ayant deux formes distinctes énantiomorphes.
Les douze autres graphes squelettes d'Archimède sont le graphe tétraédrique tronqué, le graphe hexaédrique tronqué, le graphe octaédrique tronqué, le graphe dodécaédrique tronqué, le graphe icosaédrique tronqué, le graphe cuboctaédrique, le graphe icosidodécaédrique, le graphe dodécaédrique adouci, le graphe rhombicuboctaédrique, le graphe cuboctaédrique tronqué, le graphe rhombicosidodécaédrique et le graphe icosidodécaédrique tronqué.

## Propriétés

### Propriétés générales
Le diamètre du graphe cuboctaédrique adouci, l'excentricité maximale de ses sommets, est 4, son rayon, l'excentricité minimale de ses sommets, est 4 et sa maille, la longueur de son plus court cycle, est 3. Il s'agit d'un graphe 5-sommet-connexe et d'un graphe 5-arête-connexe, c'est-à-dire qu'il est connexe et que pour le rendre déconnecté il faut le priver au minimum de 5 sommets ou de 5 arêtes.

### Coloration
Le nombre chromatique du graphe cuboctaédrique adouci est 3. C'est-à-dire qu'il est possible de le colorer avec 3 couleurs de telle façon que deux sommets reliés par une arête soient toujours de couleurs différentes. Ce nombre est minimal.
L'indice chromatique du graphe cuboctaédrique adouci est 5. Il existe donc une 5-coloration des arêtes du graphe telle que deux arêtes incidentes à un même sommet soient toujours de couleurs différentes. Ce nombre est minimal.

### Propriétés algébriques
Le groupe d'automorphismes du graphe cuboctaédrique adouci est un groupe d'ordre 24.
Le polynôme caractéristique   de la matrice d'adjacence du graphe cuboctaédrique adouci est : {\displaystyle (x-5)(x+1)^{4}(x^{2}-2x-6)^{3}(x^{2}+2x-2)^{2}(x^{3}+x^{2}-4x-2)^{3}}.